# Sofia Goggia
Sofia Goggia, italijanska alpska smučarka, * 15. november 1992.

## Dosežki v svetovnem pokalu

### Skupni seštevek
| Sezona | Starost | Skupni seštevek | Slalom | Veleslalom | Supervelelalom | Smuk | Kombinacija |
| ------ | ------- | --------------- | ------ | ---------- | -------------- | ---- | ----------- |
| 2014   | 21      | 85              | —      | —          | 30             | —    | —           |
| 2015   | 22      | 123             | —      | —          | 58             | —    | —           |
| 2016   | 23      | 38              | —      | 22         | 20             | 32   | 35          |
| 2017   | 24      | 4               | —      | 4          | 5              | 2    | 8           |

### Zmage v svetovnem pokalu
- 2 zmagi – (1 smuk, 1 superveleslalom)
- 11 stopničk – (4 smuk, 3 superveleslalom, 3 veleslalom, 1 kombinacija)

| Št. | Sezona | Datum         | Kraj                   | Disciplina      |
| --- | ------ | ------------- | ---------------------- | --------------- |
| 1.  | 2017   | 4. marec 2017 | Džongson, Južna Koreja | smuk            |
| 2.  | 2017   | 5. marec 2017 | Džongson, Južna Koreja | superveleslalom |